# Pavel Alexandrovič Kušnikov
Svatý Pavel Alexandrovič Kušnikov (16. prosincejul./ 28. prosince 1880greg., Modno – 23. únorajul./ 8. března 1918greg., Bělskoje) byl ruský jerej Ruské pravoslavné církve a mučedník.

## Život
Narodil se 16. prosince 1880 ve vesnici Modno v Novgorodské gubernii v rodině kněze Alexandra Kušnikova a jeho manželky Klavdie Stefanovny. Tři jeho bratři se stali kněžími, dva z nich trpěli za víru a jeho sestra se stala manželkou kněze.
Dokončil duchovní učiliště, potom nastoupil na Novgorodský duchovní seminář, který dokončil roku 1905.
Dne 17. září 1905 se stal učitelem Sludské farní školy, vzdálené sedm verst od jeho rodné vesnice. Dne 12. září 1907 se stal učitelem Sominské dvoutřídní farní školy (vesnice Somino - dnes v Leningradské oblasti), která byla jednou ze dvou nejreprezentativnějších farních škol Usťuženského ujezdu, spolu s Ochonskou farní školou. Dne 20. ledna 1909 byl jmenován druhým učitelem Ochonské dvoutřídní farní školy (vesnice Ochona - dnes v Novgorodské oblasti). Roku 1913 se stal prvním učitelem Ochonské školy a také učitelem zpěvu na částečný úvazek.
Oženil se se Serafimou Vasiljevnou (nar. 25. července 1889).
Dne 31. července 1913 byl přidělen do Bělského chrámu v Uťuženském ujezdu (nyní vesnice Bělskoje ve Vologodské oblasti). Zde působil až do své mučednické smrti. Po celou dobu své služby si kněz nekoupil vlastní dům a spokojil se s malým domkem postaveným farníky pro psalomščika (žalmista).
Během první světové války a revoluce vytvořil farní veřejný potravinářský obchod, který rozdával potraviny mezi obyvatele farnosti. Vedení obchodu bylo předáno farníkům. Následně obchod začaly řídit nikoli osoby zvolené celou farností a obdařené jejich důvěrou, ale lidé, kteří se nevyznačovali slušností, ale drzostí, neboť si zvolili sami sebe.
Roku 1917 byl otec Pavel vyšetřován Uťuženským ujezdním komisariátem za kontrarevoluční činnost. Důvodem bylo knězovo kázání na Květnou neděli ve kterém vysvětloval úryvek Matoušova evangelia (Mt 7, 23–29 (Kral, ČEP)). Negativně smýšlejícími rolníky z Bělskoje byl obviněn za dodržování monarchistického systému. Tento případ začal řešit v květnu 1917 Nejsvětější synod.
Většina svědků uvedla, že kněz přímo proti nové vládě neagitoval. V obrazech, které použil v kázání domu postaveného na kameni, což znamenalo dům Romanovců, který existoval 300 let, ale zřítil se, a že nyní je třeba postavit nový dům. Jasně vysvětlil situaci, která se v té době vyvinula a v níž někteří viděli negativní postoj k prozatímní vládě. Podle mnoha očitých svědků toho, co se stalo, kněz naopak vyzval lid k jednotě a poslušnosti úřadům.
Farníci sepsali petici, v níž dosvědčovali, že otec Pavel ve svých kázáních neřekl nic zavrženíhodného, a prohlášení potvrdili více než 300 podpisy. V tomto případě byl otec zproštěn viny.
Dne 22. února 1918 byl nečekaně zatčen dvěma delegáty Usťuženského výkonného výboru za ukrývání zbraní Bělogvardějců, ačkoliv při domovní prohlídce nebylo nic nalezeno.
Dne 23. února 1918 byl vyveden za vesnici do bažin, kde byl zastřelen a pohřben.

## Kanonizace
Dne 28. prosince 2017 bylo Svatým synodem schváleno zvážení svatořečení otce Pavla a jeho zařazení do Sboru všech novomučedníků a vyznavačů ruských.
Dne 4. dubna 2019 jej Ruská pravoslavná církev svatořečila jako mučedníka a byl zařazen mezi Sbor všech novomučedníků a vyznavačů ruských.
Jeho svátek je připomínán 8. března (23. února – juliánský kalendář).